# Кризько, Назар Петрович
Назар Петрович Кризько — советский хозяйственный, государственный и политический деятель, Герой Социалистического Труда.

## Биография
Родился в 1884 году в Воронежской губернии. Член КПСС.
С 1909 года — на хозяйственной, общественной и политической работе. В 1909—1961 гг. — крестьянин в хозяйстве родителей, колхозник в селе Николо-Петровка Минусинского района, разнорабочий, заведующий овцеводческой фермой колхоза «Красный маяк» Минусинского района, участник Великой Отечественной войны в составе 20-й гвардейского стрелкового полка 7-й гвардейской стрелковой дивизии, председатель ордена Ленина колхоза «Красный маяк» Минусинского района Красноярского края.
Указом Президиума Верховного Совета СССР от 10 апреля 1948 года присвоено звание Героя Социалистического Труда с вручением ордена Ленина и золотой медали «Серп и Молот».
Умер в селе Николо-Петровка в 1961 году.